# Antoine Hainaut
Antoine Hainaut (Boulogne-sur-Mer, 18 febbraio 2002) è un calciatore francese, difensore del Venezia.

## Carriera

### Club

#### Inizi e Boulogne
Cresciuto calcisticamente nel Lens, inizia la sua carriera professionistica con la maglia del Boulogne nel 2021, quando viene aggregato alla prima squadra, militante nel campionato di Ligue 2. Nell'arco della sua prima stagione professionistica nella serie cadetta francese, gioca trenta gare di campionato, segnando anche la sua prima rete tra i professionisti.

#### Parma
Il 31 gennaio 2022, si trasferisce in Italia firmando per il Parma, allora militante in Serie B, rimanendo tuttavia al Boulogne fino al termine della stagione 2021-2022.
Terminata il prestito al Boulogne, gioca con la maglia del Parma due campionati di Serie B, culminati con una promozione in massima serie. Nell'arco delle due stagioni in serie cadetta, gioca ventuno gare tra campionato e coppa nazionale. Nella successiva stagione in Serie A, trova la sua prima rete con la formazione ducale, siglando il gol del definitivo 2-2 nei minuti finali del match contro il Lecce. Segna un altro gol all'ultima giornata nel successo per 2-3 in casa dell'Atalanta che sancisce la salvezza definitiva dei ducali.

#### Venezia
Il 16 agosto 2025 si trasferisce al Venezia.

## Statistiche

### Presenze e reti nei club
Statistiche aggiornate al 25 maggio 2025.
| Stagione        | Squadra         | Campionato      | Campionato | Campionato | Coppe nazionali | Coppe nazionali | Coppe nazionali | Coppe continentali | Coppe continentali | Coppe continentali | Altre coppe | Altre coppe | Altre coppe | Totale | Totale |
| Stagione        | Squadra         | Comp            | Pres       | Reti       | Comp            | Pres            | Reti            | Comp               | Pres               | Reti               | Comp        | Pres        | Reti        | Pres   | Reti   |
| --------------- | --------------- | --------------- | ---------- | ---------- | --------------- | --------------- | --------------- | ------------------ | ------------------ | ------------------ | ----------- | ----------- | ----------- | ------ | ------ |
| 2020-2021       | Boulogne 2      | CN3             | 5          | 0          |                 | -               | -               |                    | -                  | -                  |             | -           | -           | 5      | 0      |
| 2021-2022       | Boulogne        | CN              | 30         | 1          | CF              | 1               | 0               |                    | -                  | -                  |             | -           | -           | 31     | 1      |
| 2022-2023       | Parma           | B               | 13         | 0          | CI              | 2               | 0               |                    | -                  | -                  |             | -           | -           | 15     | 0      |
| 2023-2024       | Parma           | B               | 10         | 0          | CI              | 2               | 0               |                    | -                  | -                  |             | -           | -           | 12     | 0      |
| 2024-2025       | Parma           | A               | 25         | 2          | CI              | 0               | 0               |                    | -                  | -                  |             | -           | -           | 25     | 2      |
| Totale Parma    | Totale Parma    | Totale Parma    | 48         | 2          |                 | 4               | 0               |                    | -                  | -                  |             | -           | -           | 52     | 2      |
| 2025-2026       | Venezia         | B               | -          | -          | CI              | -               | -               | -                  | -                  | -                  | -           | -           | -           | -      | -      |
| Totale carriera | Totale carriera | Totale carriera | 83         | 3          |                 | 5               | 0               |                    | -                  | -                  |             | -           | -           | 88     | 3      |

## Palmarès

### Club
- Campionato italiano di Serie B: 1

Parma: 2023-2024